# 藤田邦昭
藤田邦昭（ふじた くにあき、1927年 - 2001年）は、日本の都市計画家。再開発プランナー。大阪生まれ。全国の都市再開発事業に尽力した人物。

## 略歴
1927年(昭和2年)　綿問屋の三男として大阪船場に生まれる。1947年(昭和22年)　福井工業高等専門学校 (旧制)建築科卒業。日本住宅公団に勤務後、株式会社アール・アイ・エー建築綜合研究所勤務。
1968年(昭和44年)、株式会社都市問題経営研究所を設立。1998年(平成10年)には代表取締役会長就任。

## 実績業務
- (各種委員)各地市街地再開発事業審査委員会委員、建設省、国土庁、産業基盤整備基金、大阪府、兵庫県、貝塚市、社団法人全国市街地再開発協会、社団法人コミュニティ・マートセンター、財団法人大阪地域振興センター、（財）大阪市北区商業活性化協会、全国商店街振興組合連合会、日本商工会議所、貝塚商工会議所などの委員会委員
- (講師等)中小企業事業団中小企業大学校、建設省建設大学校非常勤教官、大阪大学工学部環境工学科、神戸芸術工科大学芸術工学部環境デザイン学科などの非常勤講師

## 著書
- 街づくりの発想  学芸出版社
- 生き残る街づくり  学芸出版社
- 実践としての都市再開発 学芸出版社
- 都市再開発“街づくり”の現場から 日本経済新聞社･日経新書(共著）